# 2006 JW81
2006 JW81, também escrito como 2006 JW81, é um objeto transnetuniano que está localizado no Cinturão de Kuiper, uma região do Sistema Solar. Este corpo celeste é classificado como um cubewano. Ele possui uma magnitude absoluta de 6,7 e tem um diâmetro estimado com 175 km.

## Descoberta
2006 JW81 foi descoberto no dia 1 de maio de 2006 pelos astrônomos P. A. Wiegert e A. Papadimos.

## Órbita
A órbita de 2006 JW81 tem uma excentricidade de 0,014 e possui um semieixo maior de 44,938 UA. O seu periélio leva o mesmo a uma distância de 42,206 UA em relação ao Sol e seu afélio a 48,015 UA.